# شاين لوري
شاين لوري (بالإنجليزية: Shane Lowry)‏ هو لاعب غولف أيرلندي، ولد في 2 أبريل 1987 في كلارا في جمهورية أيرلندا.

## وصلات خارجية
- شاين لوري على موقع رابطة لاعبي الغولف المحترفين (الإنجليزية)
- شاين لوري على موقع رابطة أوروبا للاعبي الغولف المحترفين (الإنجليزية)
- شاين لوري على موقع التصنيف العالمي الرسمي للغولف (الإنجليزية)
- شاين لوري على موقع اللجنة الأولمبية الدولية (الإنجليزية)
- شاين لوري على موقع أوليمبيديا (الإنجليزية)
- شاين لوري على موقع اللجنة الأولمبية الأيرلندية (الإنجليزية)